# Contatore dell'acqua
Il contatore dell'acqua è uno strumento di misura installato tipicamente dal fornitore di servizi idrici per contabilizzare i consumi di acqua pubblica per ogni utenza.

## Funzionamento

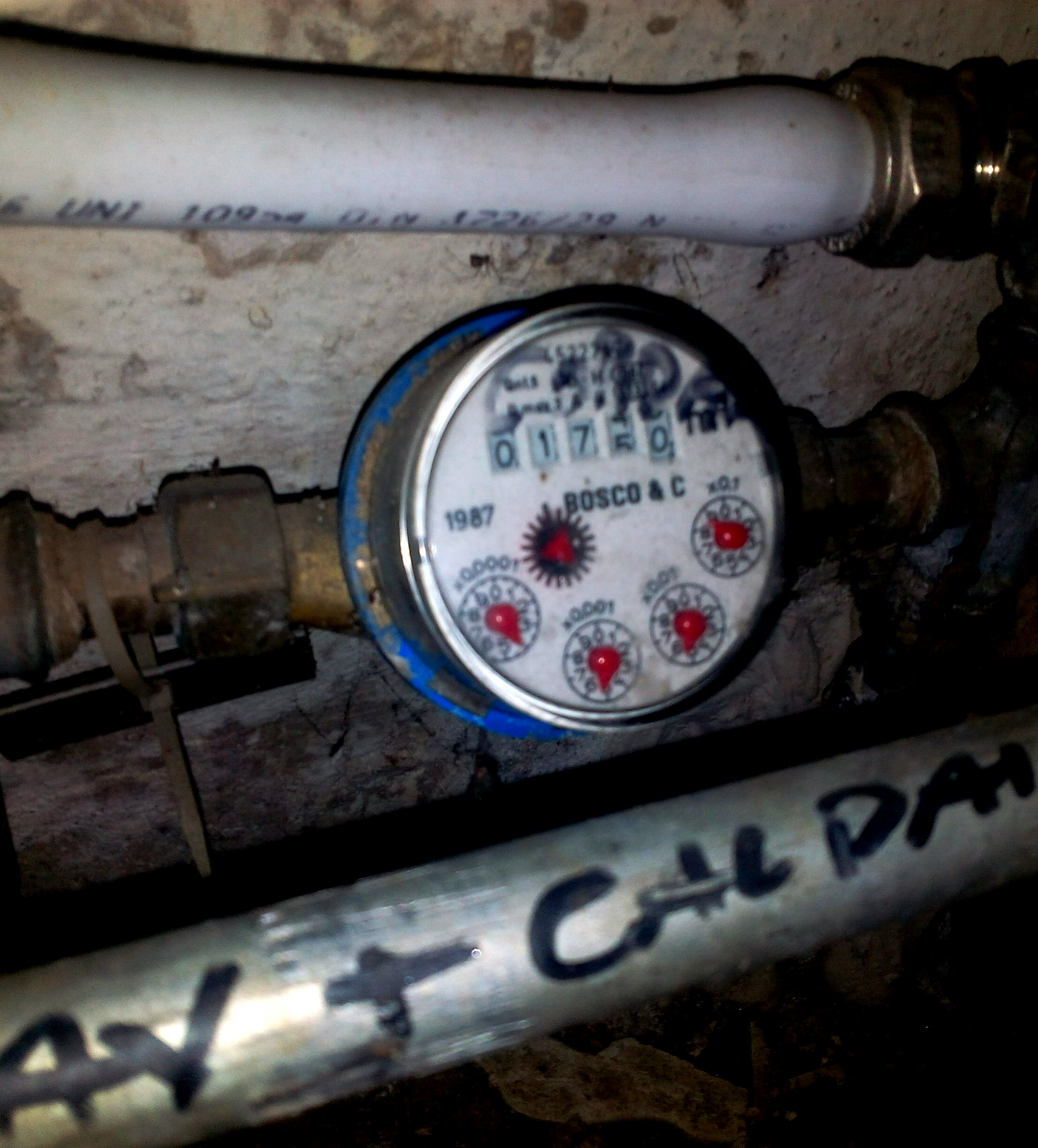
Un contatore meccanico

Il contatore è un dispositivo meccanico, all'interno del quale transita l'acqua in erogazione che fa muovere delle turbine azionanti i dispositivi interni per il calcolo dell'acqua consumata.

## La lettura del contatore

### Contatori a lancette
Un contatore a lancette ha delle lancette nere e rosse. Le lancette che vanno considerate sono soltanto quelle nere, che sono accompagnate da un numero moltiplicatore:
- "x1" per le unità
- "x10" per le decine
- "x100" per le centinaia
- "x1000" per le migliaia

Il numero indicato dalla lancetta deve essere moltiplicato per tale numero e una volta moltiplicati tutti i numeri vengono sommati i prodotti, ottenendo così il consumo in metri cubi.

### Contatori a lettura diretta
È il tipo più recente di contatore ed è il più diffuso. In questo tipo è scritto il consumo d'acqua in metri cubi su un quadrante meccanico o digitale. Anche in questo caso i numeri o lancette di colore rosso non sono da considerare.

## Contatori di ripartizione
Esistono anche i contatori di ripartizione, i quali vengono installati in accompagnamento al contatore generale per calcolare i consumi di acqua di ogni condomino, evitando così litigi. Dal 1996 l'installazione di questi contatori è obbligatoria.

## Contatore dell'acqua calda
Il contatore dell'acqua calda si caratterizza per il colore rosso anziché blu e per la resistenza alle temperature alte. Viene utilizzato nei condomini con riscaldamento dell'acqua centralizzato. Ed è anche caratterizzato per uno strato isolante (nel passato si usava l'amianto, oggi invece si usa un materiale sintetico).